# Clinical Oncology
Clinical Oncology, abgekürzt Clin. Oncol.,  ist eine wissenschaftliche Fachzeitschrift, die durch das Royal College of Radiologists im Elsevier-Verlag veröffentlicht wird. Die Zeitschrift erscheint mit zwölf Ausgaben im Jahr. Es werden Arbeiten veröffentlicht, die sich mit klinischen Aspekten der Behandlung von Krebserkrankungen beschäftigen.
Der Impact Factor lag im Jahr 2016 bei 3,236. Nach der Statistik des ISI Web of Knowledge wird das Journal mit diesem Impact Factor in der Kategorie Onkologie an 98. Stelle von 217 Zeitschriften geführt.